# Зарукавне
Зарука́вне —  село в Україні, у Бахмацькій міській громаді Ніжинського району Чернігівської області. Первісні назви — Зарукавний хутір, Писарщина, Писарівщина.  До 2020 входило до складу Біловежівської сільської ради з центром у селі Біловежі Перші.

## Географія
Село Зарукавне розташоване на сході Ніжинського району  і  знаходиться за 3 км на північний схід від села Біловежі Перші. Віддаль до центру громади 20 км і до залізничної станції Григорівка – 6 км. Середня висота над рівнем моря – 143 м. У селі бере початок річка Басанка, права притока Ромену.

## Історія
Засновником села називають Семена Савича, Генерального писаря Війська Запорозького (1709-1723). На початку XVIII століття він заснував у Біловежському степу хутір, який отримав назву Писарщина за посадою власника . Потім хутором володіли потомки Семена Савича, зокрема в 1783 році хутор належав Анастасії Савич (Ханенко), дружині Петра Федоровича Савича, бунчукового товариша (1750), і називався Зарукавний. На хуторі проживало 73 особи (31 особа чоловічої статі і 42 особи – жіночої) .
В ХІХ столітті власницький хутір Зарукавний входив до складу Голінської волості Конотопського повіту. 1859 року на хуторі Зарукавному (Писарівщині) мешкало 210 осіб (93 особи чоловічої статі та 117 — жіночої), налічувалось 50 дворів.
На мапі Шуберта 1868 року вказано дві назви поселення: Зарукавний хутір і Писарщина.
Поблизу Зарукавного знаходився невеличкий хутір Марковичів, заснований Андрієм Марковичем, Генеральним Підскарбієм (1729-1740). Була там садиба, у якій Марковичі мешкали до Жовтневого перевороту 1917 року. Останнім власником садиби був поміщик Микола Миколайович Маркович . Хутір Марковичів (Марковський) увійшов до складу хутора Зарукавного.
В ХІХ столітті власницький хутір Зарукавний входив до складу Голінської волості Конотопського повіту. 1859 року на хуторі Зарукавному (Писарівщині) мешкало 210 осіб (93 особи чоловічої статі та 117 — жіночої), налічувалось 50 дворів.
За переписом 1897 року на хуторі Зарукавному мешкало 495 осіб (232 особи чоловічої статі та 263 — жіночої), з них 492 особи православного віросповідання.
В 1901 році населення хутора складало 576 осіб (282 осіб чоловічої статі та 294 — жіночої).
У 1923 році була проведена територіальна реформа, за якою хутір Зарукавний ввійшов до складу Біловежської сільської ради з центром у селі Білі Вежі, і знаходився у Дмитрівському районі Конотопської округи. На 1924 рік чисельність населення склала 567 осіб, було 112 дворових господарств.
Під час Голодомору 1932-1933 років померло 9 осіб, з них 6 дітей.
Німецька окупація села тривала з 14 вересня 1941 року до 13 вересня 1943 року. Хутір звільняли бійці 2-ї гвардійської повітряно-десантної дивізії 218-го гвардійського стрілецького корпусу 60-ї армії.
Після війни в Зарукавному діяла 2-х класна початкова школа.
Після ліквідації  у 1962 році Дмитрівського району село входить до складу Бахмацького району.
12 червня 2020 року, відповідно до розпорядження Кабінету Міністрів України № 730-р «Про визначення адміністративних центрів та затвердження територій територіальних громад Чернігівської області», увійшло до складу Бахмацької міської громади.
19 липня 2020 року, в результаті адміністративно-територіальної реформи та ліквідації Бахмацького району, село увійшло до складу Ніжинського району Чернігівської області.